# الیسان (پنسیلونیا)
الیسان، پنسیلونیا (به انگلیسی: Allison, Pennsylvania) یک مکان مختص سرشماری در ایالات متحده آمریکا است که در شهرستان فایت واقع شده‌است.

## خصوصیات
الیسان ۶۲۵ نفر جمعیت دارد.